# Halowe Mistrzostwa Europy w Lekkoatletyce 1975 – bieg na 1500 m kobiet
Bieg na 1500 metrów kobiet – jedna z konkurencji biegowych rozgrywanych podczas halowych lekkoatletycznych mistrzostw Europy w hali Rondo w Katowicach. Eliminacje zostały rozegrane 8 marca, a bieg finałowy 9 marca 1975. Zwyciężyła reprezentantka Rumunii Natalia Andrei. Tytułu zdobytego na poprzednich mistrzostwach nie broniła Tonka Petrowa z Bułgarii.

## Rezultaty

### Eliminacje
Rozegrano 2 biegi eliminacyjne, do których przystąpiło 14 biegaczek. Awans do półfinału dawało zajęcie jednego z pierwszych trzech miejsc w swoim biegu (Q). Skład finału uzupełniły dwie zawodniczki z najlepszym czasem wśród przegranych (q).
Opracowano na podstawie materiału źródłowego.
Bieg 1
| Miejsce | Zawodniczka       | Czas   | Uwagi |
| ------- | ----------------- | ------ | ----- |
| 1       | Tatjana Kazankina | 4:23,0 | Q     |
| 2       | Christiane Stoll  | 4:23,2 | Q     |
| 3       | Natalia Andrei    | 4:23,9 | Q     |
| 4       | Francine Peeters  | 4:26,3 |       |
| 5       | Urszula Prasek    | 4:30,1 |       |
| 6       | Wasiłena Amzina   | 4:36,4 |       |
| 7       | Božena Sudická    | 4:38,9 |       |

Bieg 2
| Miejsce | Zawodniczka            | Czas   | Uwagi |
| ------- | ---------------------- | ------ | ----- |
| 1       | Ellen Wellmann         | 4:17,5 | Q     |
| 2       | Tamara Pangełowa       | 4:17,6 | Q     |
| 3       | Rumjana Czawdarowa     | 4:17,6 | Q     |
| 4       | Ulrike Klapezynski     | 4:17,6 | q     |
| 5       | Mary Stewart           | 4:21,5 | q     |
| 6       | Marie-Françoise Dubois | 4:22,7 |       |
| 7       | Neşe Çetin             | 4:46,8 |       |

### Finał
Opracowano na podstawie materiału źródłowego.
| Miejsce | Zawodniczka        | Czas   |
| ------- | ------------------ | ------ |
| 1       | Natalia Andrei     | 4:14,7 |
| 2       | Tatjana Kazankina  | 4:14,8 |
| 3       | Ellen Wellmann     | 4:16,2 |
| 4       | Tamara Pangełowa   | 4:16,5 |
| 5       | Ulrike Klapezynski | 4:18,4 |
| 6       | Mary Stewart       | 4:18,6 |
| 7       | Rumjana Czawdarowa | 4:23,2 |
| 8       | Christiane Stoll   | 4:28,1 |